# Përmet (stad)
Përmet ([pəɾmɛt]; bepaalde vorm: Përmeti; Grieks: Πρεμετή, Premeti) is een stad (bashki) in Zuidoost-Albanië. De stad telt 11.000 inwoners (2011) en ligt in de prefectuur Gjirokastër, tegen de Griekse grens. De plaats ligt ingeklemd tussen de rivier de Vjosë en het gebergte Mali i Dhëmbelit, dat een hoogte van circa 2000 meter bereikt. Het is het belangrijkste centrum in de zuidelijke Vjosëvallei.
Përmet is bekend vanwege haar bloemenlandschap, en wordt soms de stad van de rozen genoemd. De plaats is daarnaast beroemd vanwege haar traditionele volksmuziek en haar culinaire streekproducten, met name confituur, wijn en raki. Ook gevogelte, honing, kaas en ingelegde groenten worden in Përmet vervaardigd.

## Bestuurlijke indeling
Administratieve componenten (njësitë administrative përbërëse) na de gemeentelijke herinrichting van 2015 (inwoners tijdens de census 2011 tussen haakjes):
Çarçovë (918) • Frashër (387) • Përmet (5945) • Petran (1622) • Qendër Piskovë (1742).
De stad wordt verder ingedeeld in 50 plaatsen: Alipostivan, Argovë, Badilonjë, Benjë - Novoselë, Biovizhdë, Bodar, Borockë, Bual, Çarçovë, Delvinë, Draçovë, Frashër, Gjinakar, Gosnisht, Gostivisht, Grabovë, Hotovë, Iliar - Kreshovë, Kaludh, Kanikol, Kosinë, Kosovë, Kutal, Leshnicë, Leus, Lipë, Lipivan-Trabozishtë, Lupckë, Miçan, Mokricë-Zleushë, Munushtir, Odriçan, Ogdunan, Ogren - Kostrec, Pacomit, Pagri, Pëllumbar, Përmet, Petran, Piskovë, Qilarishtë, Raban, Rapckë, Soropull, Strëmbec, Tremisht, Vërçisht, Vllaho - Psilloterë, Zavalan, Zhepë.

## Sport
Voetbalclub KF Përmeti werd opgericht in 1930 en kwam in 1982 voor het laatst uit in de Kategoria Superiore, de hoogste klasse in het Albanese voetbal. Tegenwoordig speelt de ploeg in de Kategoria e Dytë of derde klasse. De thuiswedstrijden worden afgewerkt in het Stadiumi Durim Qypi, dat plaats biedt aan 4000 toeschouwers.

## Geboren
- Turhan Përmeti (ca. 1839-1927), premier
- Odhise Paskali (1903-1985), beeldhouwer
- Laver Bariu (1929), klarinettist
- Simon Stefani (1929), minister van Binnenlandse Zaken en parlementsvoorzitter